# Acceptador d'electrons
Un acceptor d'electrons és una entitat química que és capaç de rebre electrons que li són transferits des d'un altre compost. Per definició, un acceptor d'electrons és un agent oxidant, que, en acceptar electrons, resulta reduït en el procés.

## Balanços de càrrega
Els agents oxidants típics experimenten una alteració química permanent a través d'una reacció química de naturalesa covalent o iònica; fet que produeix la transferència completa i irreversible d'un o més electrons. Tanmateix, en moltes circumstàncies químiques, la transferència d'electrons des d'un donant d'electrons pot ser fraccional, cosa que significa que l'electró no és transferit completament, sinó que es produeix una ressonància electrònica entre el donador i l'acceptor. Això condueix a la formació d'un complex de transferència de càrregues on els components retenen la major part de les seves identitats químiques.

## Balanços d'energia
El poder oxidant (o poder acceptor) d'una molècula acceptora d'electrons es mesura per mitjà de la seva afinitat electrònica, la qual és l'energia que s'allibera quan omple l'orbital molecular més baix desocupat (LUMO).

El balanç total d'energia ({\displaystyle \Delta E}), és a dir, l'energia total guanyada o perduda en una transferència dador-acceptor es troba determinada per la diferència entre l'afinitat electrònic ({\displaystyle A}) de l'acceptor; i el potencial d'ionització ({\displaystyle I}) del donador d'electrons:

## Àcids i bases de Lewis
En química, una classe d'acceptors d'electrons que adquireixen no només un, sinó un grup de dos electrons per formar un enllaç covalent amb una molècula donadora d'electrons es coneix com a àcid de Lewis. Aquest fenomen condueix a l'ampli camp de la química dels àcids i bases de Lewis.
Les forces impulsores que determinen el comportament dels donadors i acceptors d'electrons en química es troben basades en els conceptes d'electropositivitat (per als donadors) i electronegativitat (per als acceptors).

## Exemples
Alguns exemples d'acceptors d'electrons son oxigen, nitrat, ferro (III), manganès (IV), sulfat, diòxid de carboni, o fins i tot, alguns microorganismes solvents clorats, com ara el tetracloroetilè (PCE), i clorur de vinil). Aquestes darreres reaccions resulten d'interès perquè els organismes obtenen energia i també perquè, a més, estan involucrades en la bioremediació natural d'aquests contaminants orgànics. Quan els professionals de neteja fan ús de l'atenuació natural monitoritzada per a la remediació de llocs contaminats, la biodegradació és una de les majors contribuents al procés.

## Acceptor final d'electrons
En biologia, un acceptor final d'electrons o acceptor terminal d'electrons és el darrer compost que rep o accepta un electró durant la transferència d'electrons de la respiració cel·lular o durant la fotosíntesi. Tots els organismes obtenen energia a través de la transferència delectrons des d'un dador delectrons a un acceptor delectrons. Durant aquest procés (la cadena de transport d'electrons) l'acceptor d'electrons resulta reduït i el donador d'electrons s'oxida.
En una cadena de transport biològica, els electrons passen amb vista als seus potencials estàndard de reducció (E' 0), des d'un parell redox conjugat de menor potencial a un de major, alhora que es produeix una pèrdua d'energia lliure. Per exemple a la cadena respiratòria, els electrons flueixen des del parell conjugat NADH/ NAD+
</br> (amb E' 0 =-0,32 V) al parell H
2O</br> H
2O /½ O
2</br> O
2 (amb E' 0 =+0,82 V). En aquestes cadenes cada transportador funciona com a acceptor electrònic de l'anterior membre de la cadena i com a donant del posterior.
L' acceptor final d'electrons a la cadena respiratòria és l'oxigen molecular ; mentre que en la respiració anaeròbia l'acceptor final és una substància diferent de l'oxigen, generalment inorgànica, com ara el nitrat. A la cadena transportadora d'electrons de la fase lluminosa de la fotosíntesi, l'acceptor final d'electrons és el NAD+
 (al final els electrons de la fotosíntesi s'utilitzen al cicle de Calvin per fixar el CO
2 i produir sucres). A les fermentacions els acceptors finals d'electrons poden ser coenzims com el NAD+
 .